# مجموعة الأمير شيخو العمري الناصري
مجموعة الأمير شيخو العمري الناصري وتشمل (مسجد وحوض وخانقاه وقبة) هي مجموعة مباني أثرية بناها الأمير شيخون العمري في شارع الصليبة بالقاهرة عام 1349. يتميز المسجد من الداخل بروعة التصميم المطعم بالزجاج الأسود والخشب والرخام، بالإضافة إلى المنبر الحجري غير العادي. أمام المسجد خانقاة ذات سقف شعاعي مع قراميد بيضاء وزرقاء يعملان على إنشاء تأثير ساحر يتم تعزيزه أيضًا بالنقوش القرآنية الممتعة، وتم بناء الخانكة بعد المسجد بخمس سنوات.

## نشأته
الأمير شيخون العمري الناصري، أحضره الخواجة عمر فاشتراه الملك الناصر محمد بن قلاوون وبزغ نجمة قي دولة الملك المظفر حاجي ابن الملك الناصر محمد بن قلاوون.وأصبح له مكانة عظيمة عنده فتوسط وشفع للكثير من الأمراء وسعى للأفراج عنهم.

## حياته
وفي دوله الملك الناصر حسن بن محمد بن قلاوون أصبح عظيم الشأن وصارت أمور الدولة بيده يتصرف في شؤون الدول كما يرغب حتى سنة 751 هـ وبالتحديد في شهر شوال حينما عين نائبا لطرابلس.و هو في طريقة إلى هناك صدرت الأومر أن يقيم في دمشق ولم يلبث أن قبض عليه ورحل إلى الأسكندرية وسجن بها. ولما ولى الملك الصالح صالح بن الملك الناصر محمد بن قلاوون أفرج عنه في رجب سنه 752هـ وجعله على رأس ألف جندي فأبلى بلاءً حسناً ولما رجع الناصر حسن إلى الملك للمره الثانية عام 755هـ فكافأة وأنعم علية بوظيفة أمير كبير فعظم نفوذة وتضخمت ثروته إلى ان جاء ذلك اليوم الموافق الثامن من شعبان 758 هـ حيث ترصد له مملوك وهو جالس في دار العدل وضربه بالسيف في وجهه ويدة فجلس مريض لمدة ثلاثه أشهر ومات متأثراً بجراحه في 26 من ذي القعدة عام 758هـ.

## إنشاء الجامع
يعد هذا الجامع من أول منشأت الأمير شيخو في هذه المنطقة وتاريخ البدء فيه غير معروف ولا يوجد أي نص يفيد تاريخ البدء فيه ولكن وجد تاريخ الأنتهاء من بنائه وهو رمضان سنة 750 هـ 1349 م.ويرجع البدء في البناء إلى سنه 748هـ 1347 م في أواخر دولة المظفر حاجى نظراً لوجود أسم الملك المظفر على شباك من النحاس.

## معرض صور

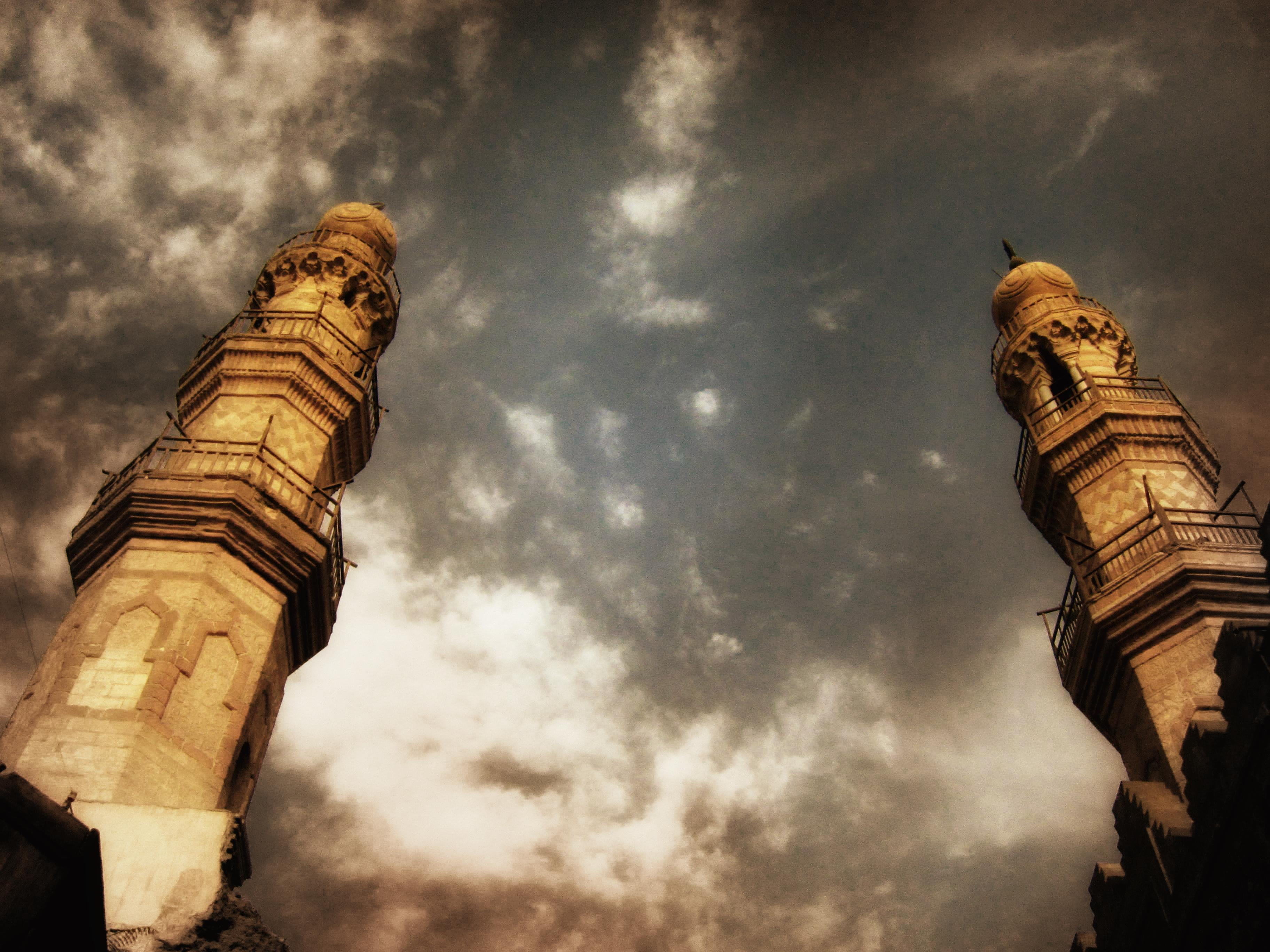
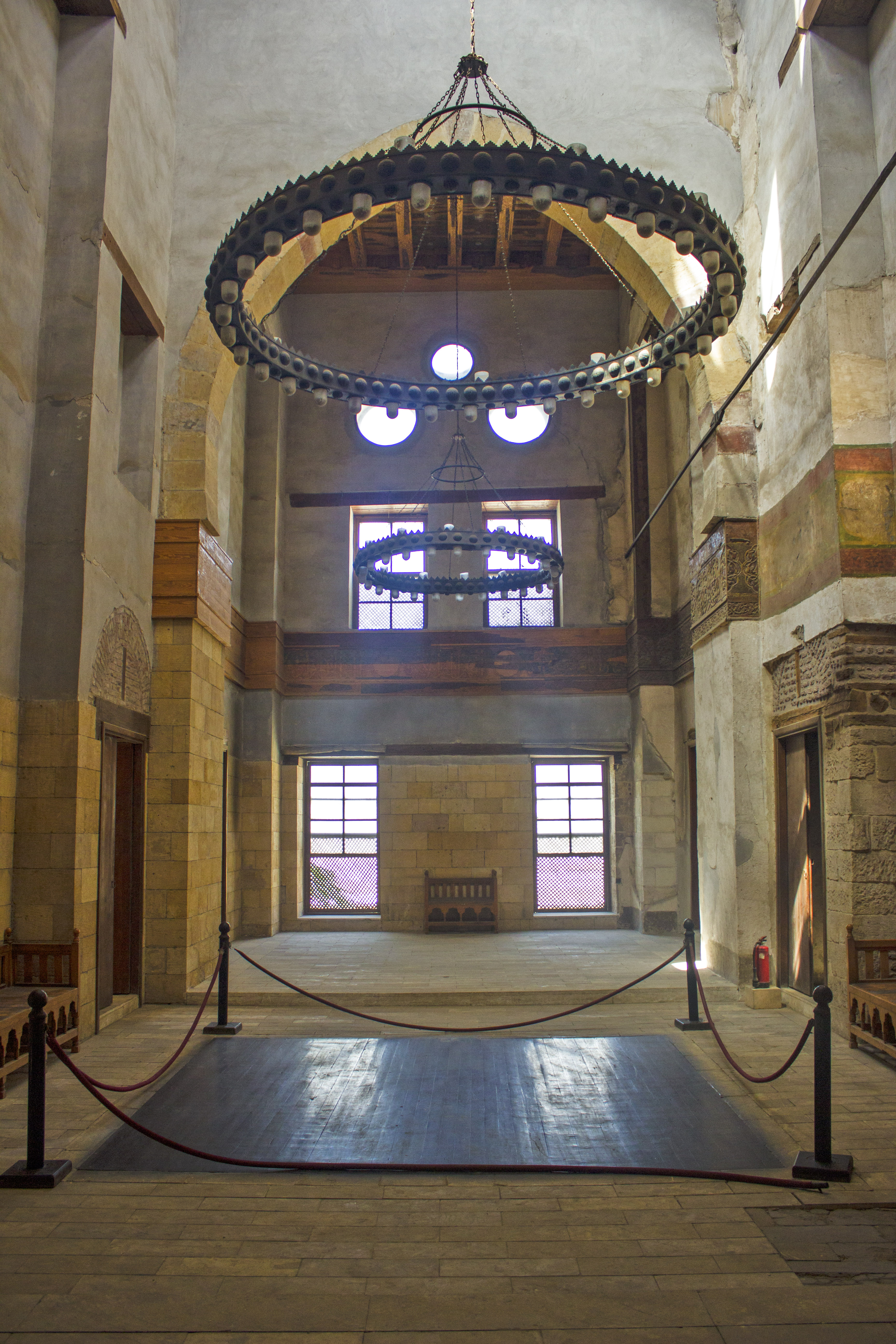
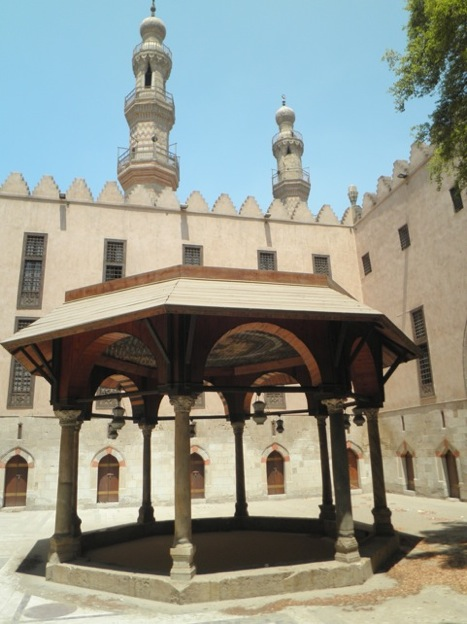
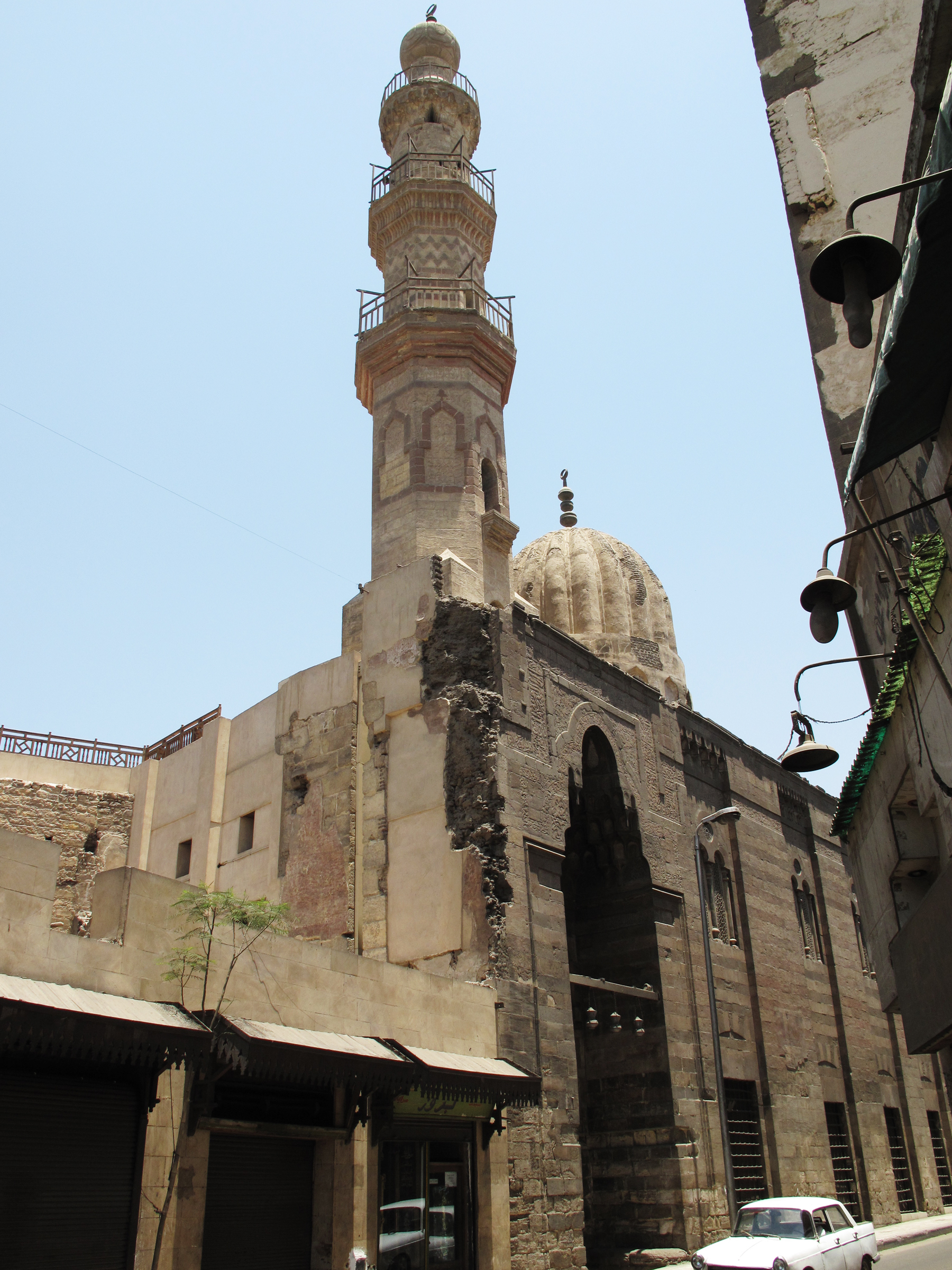
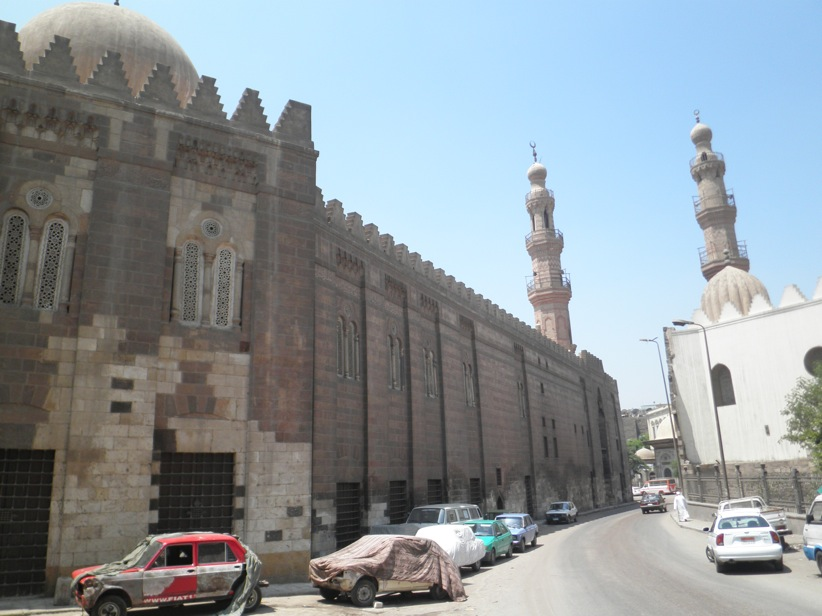
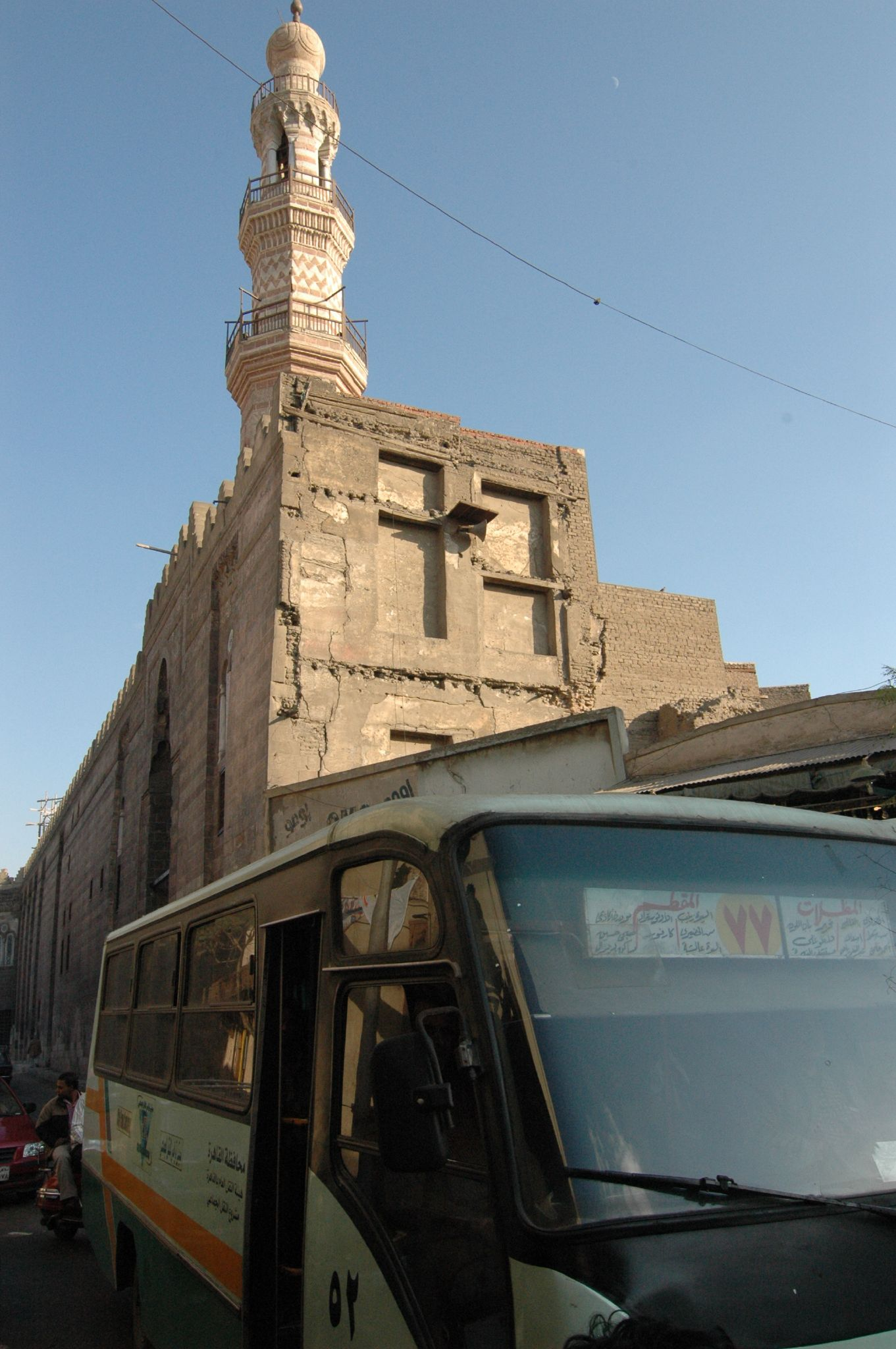
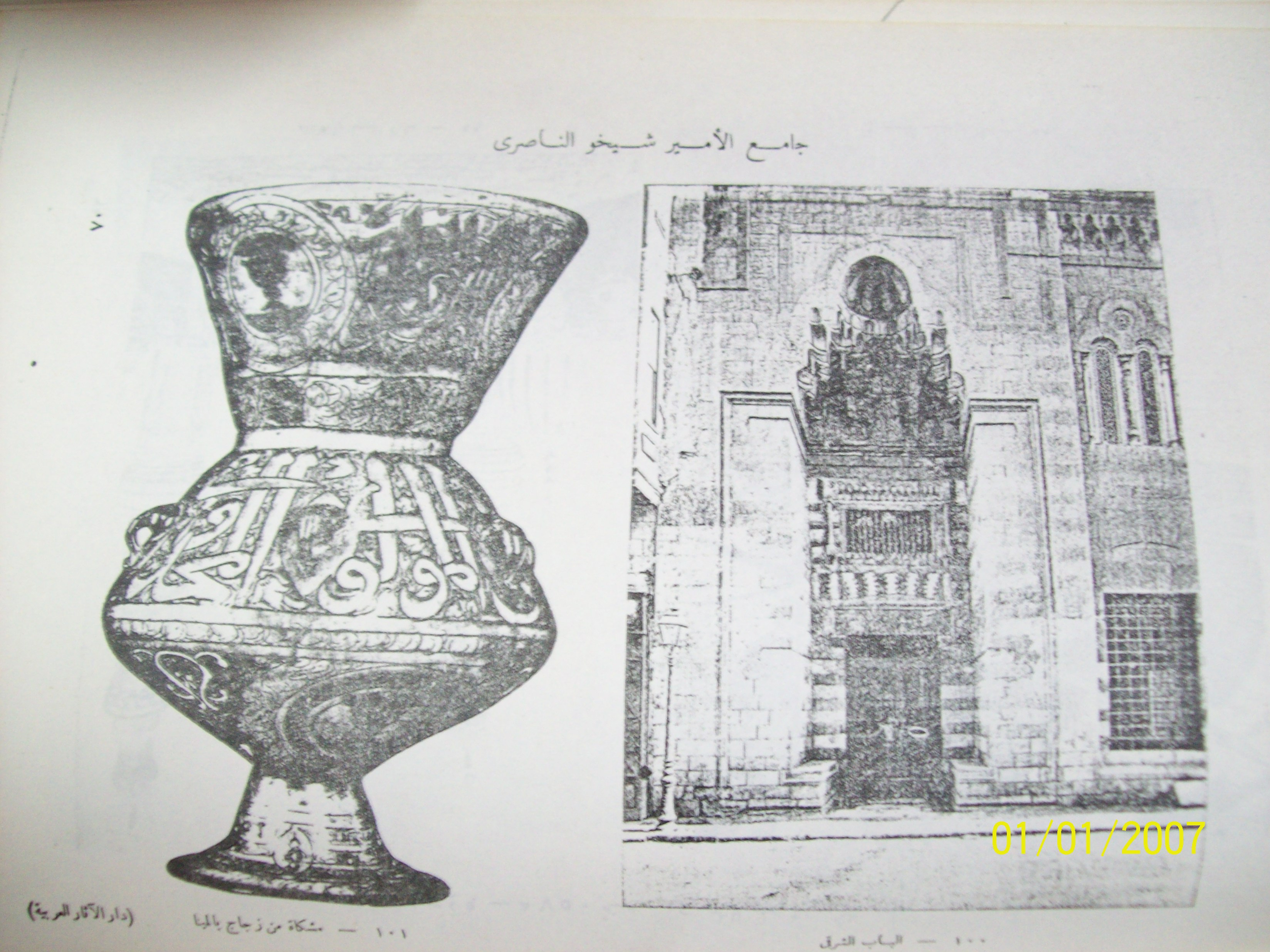
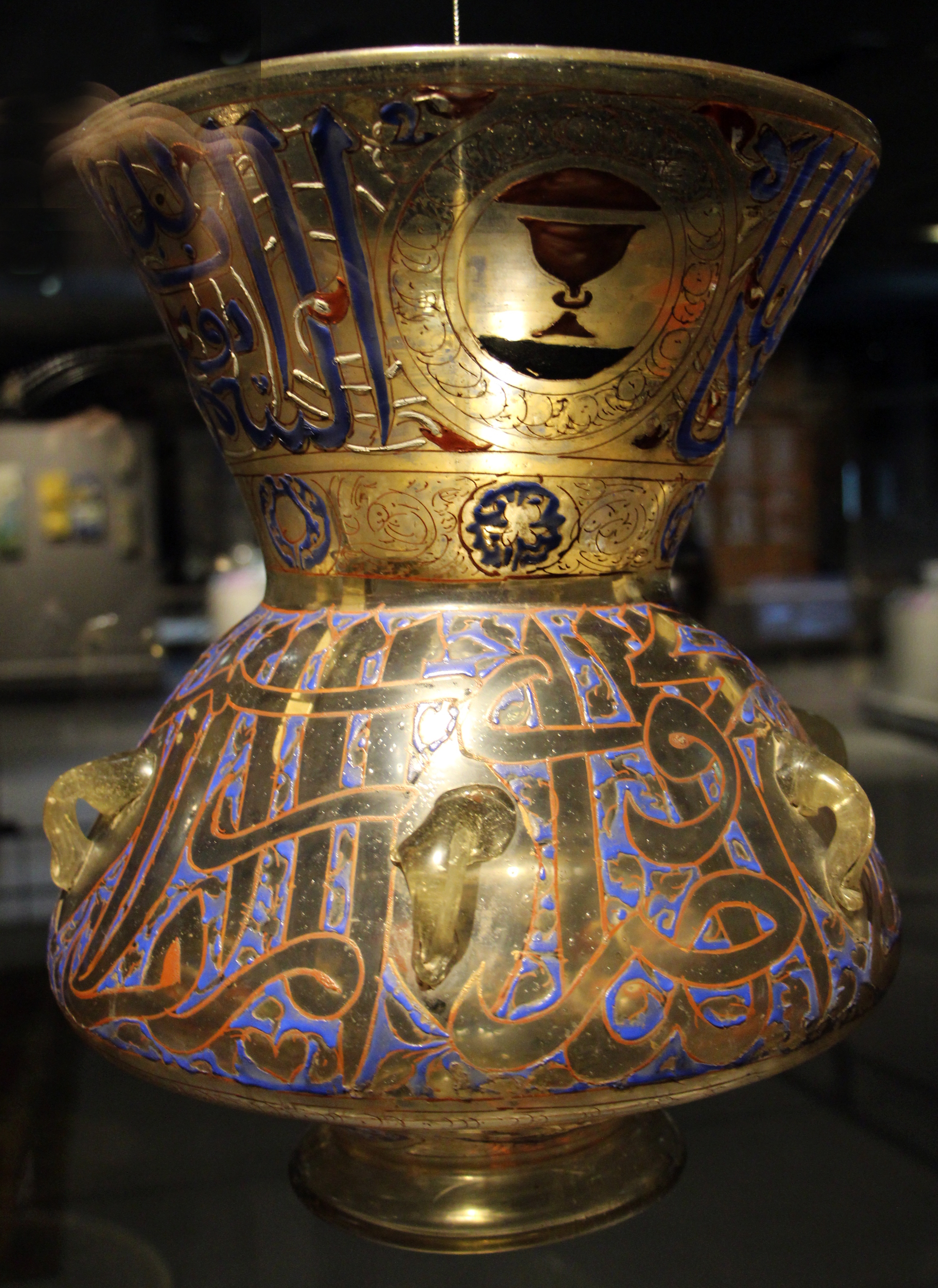
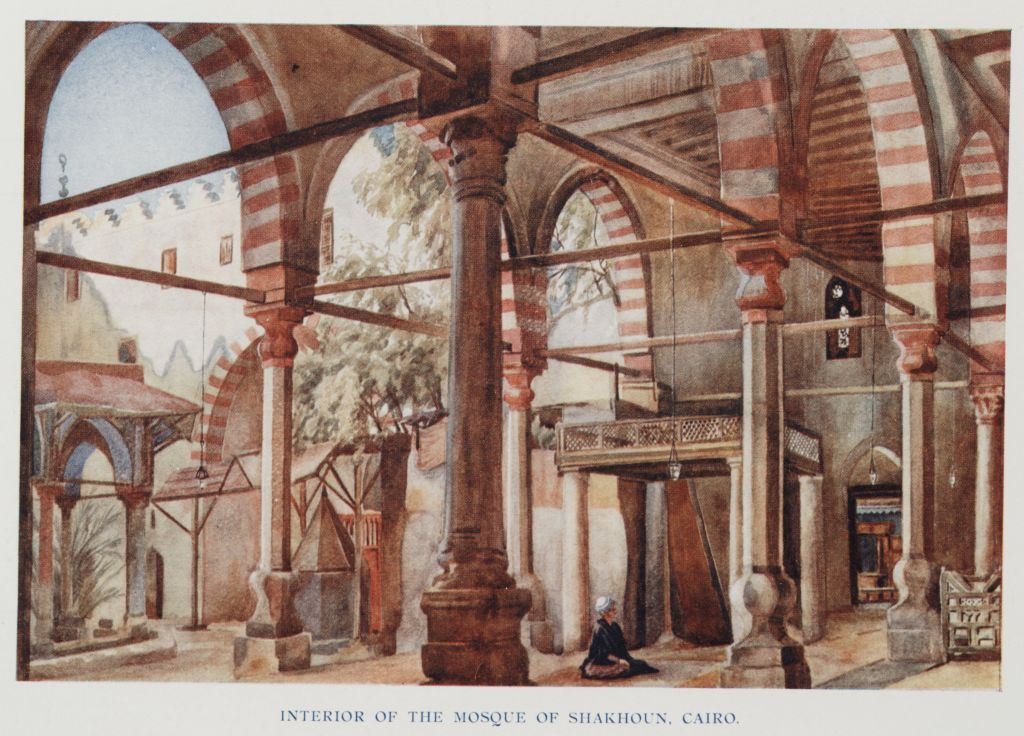
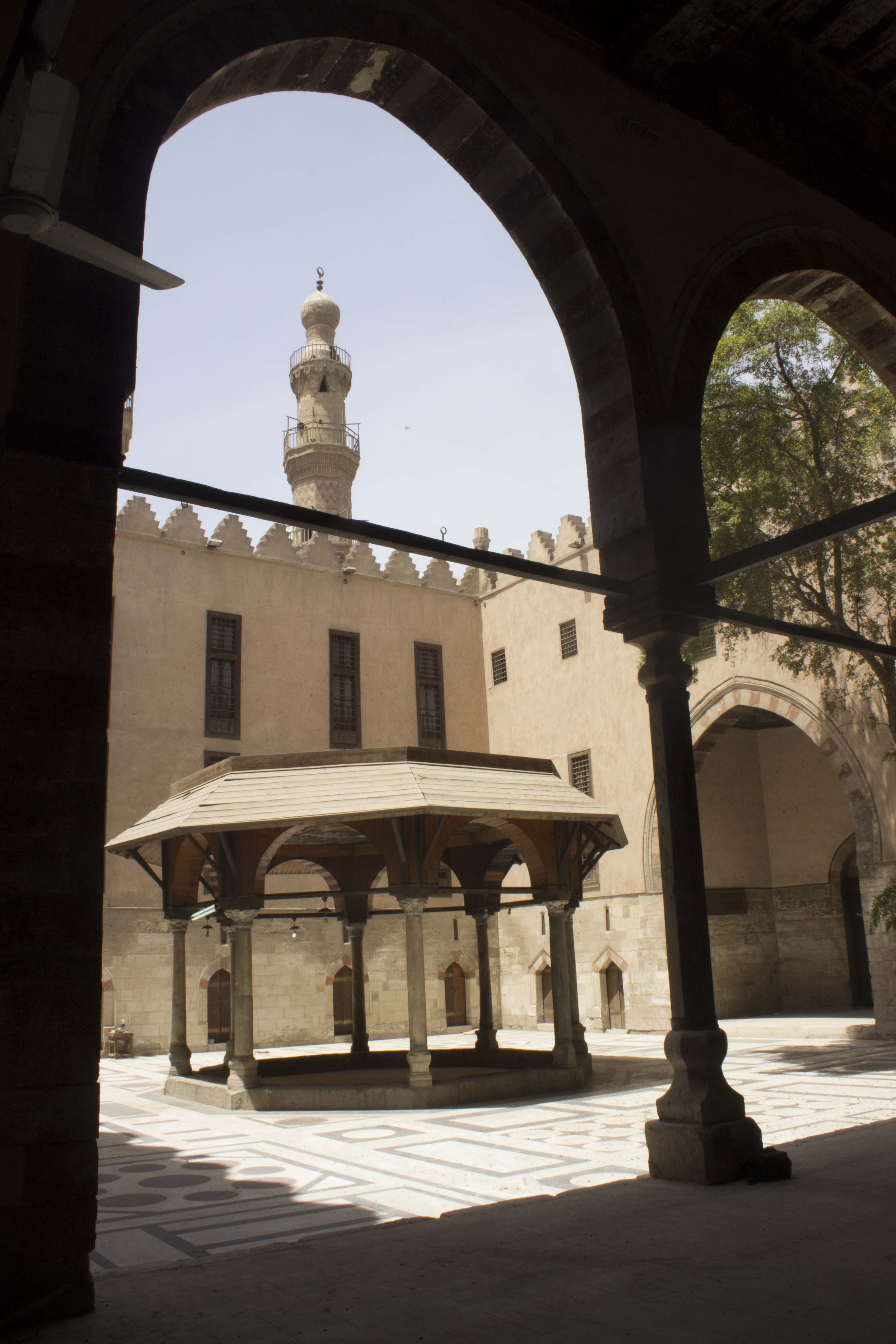
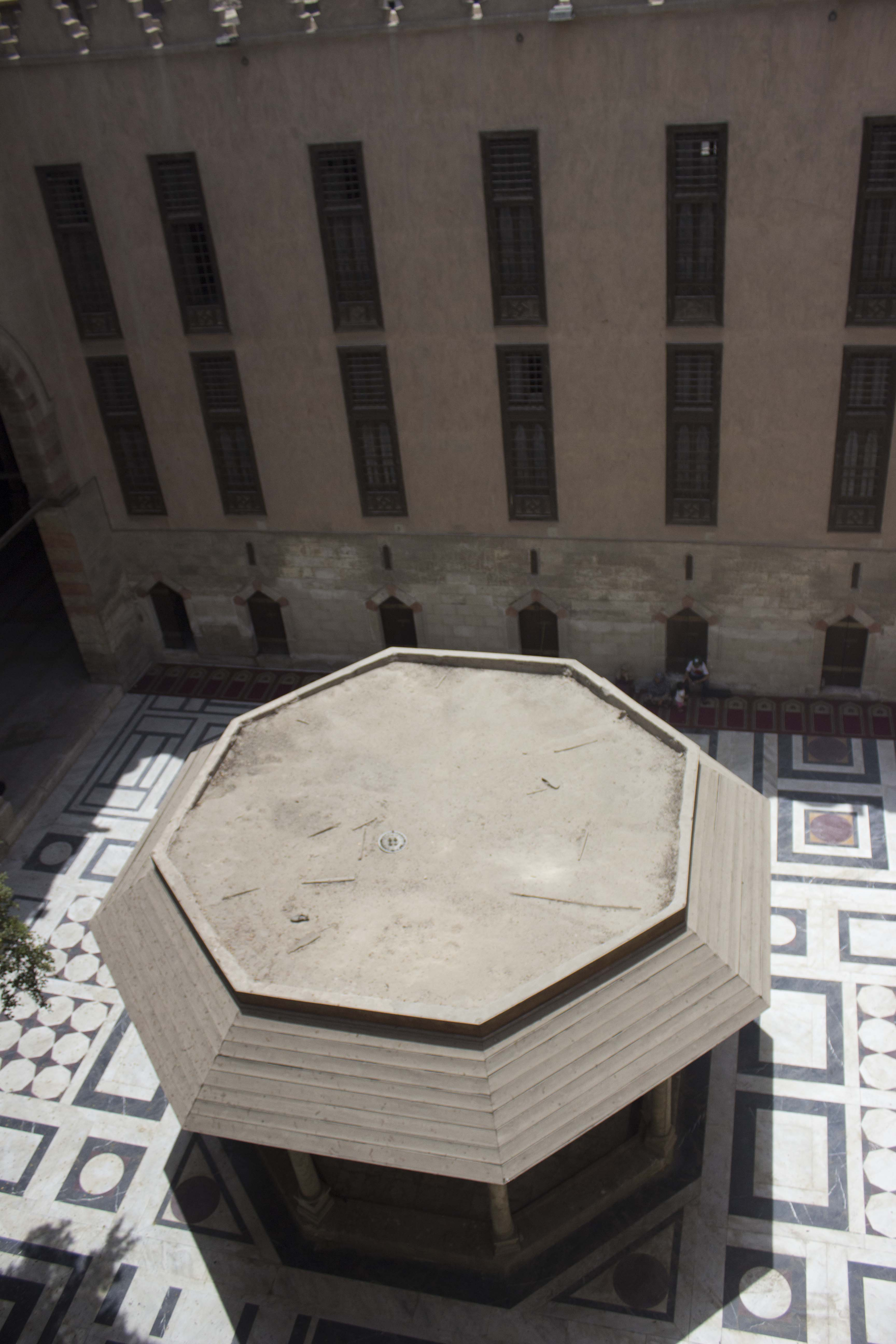
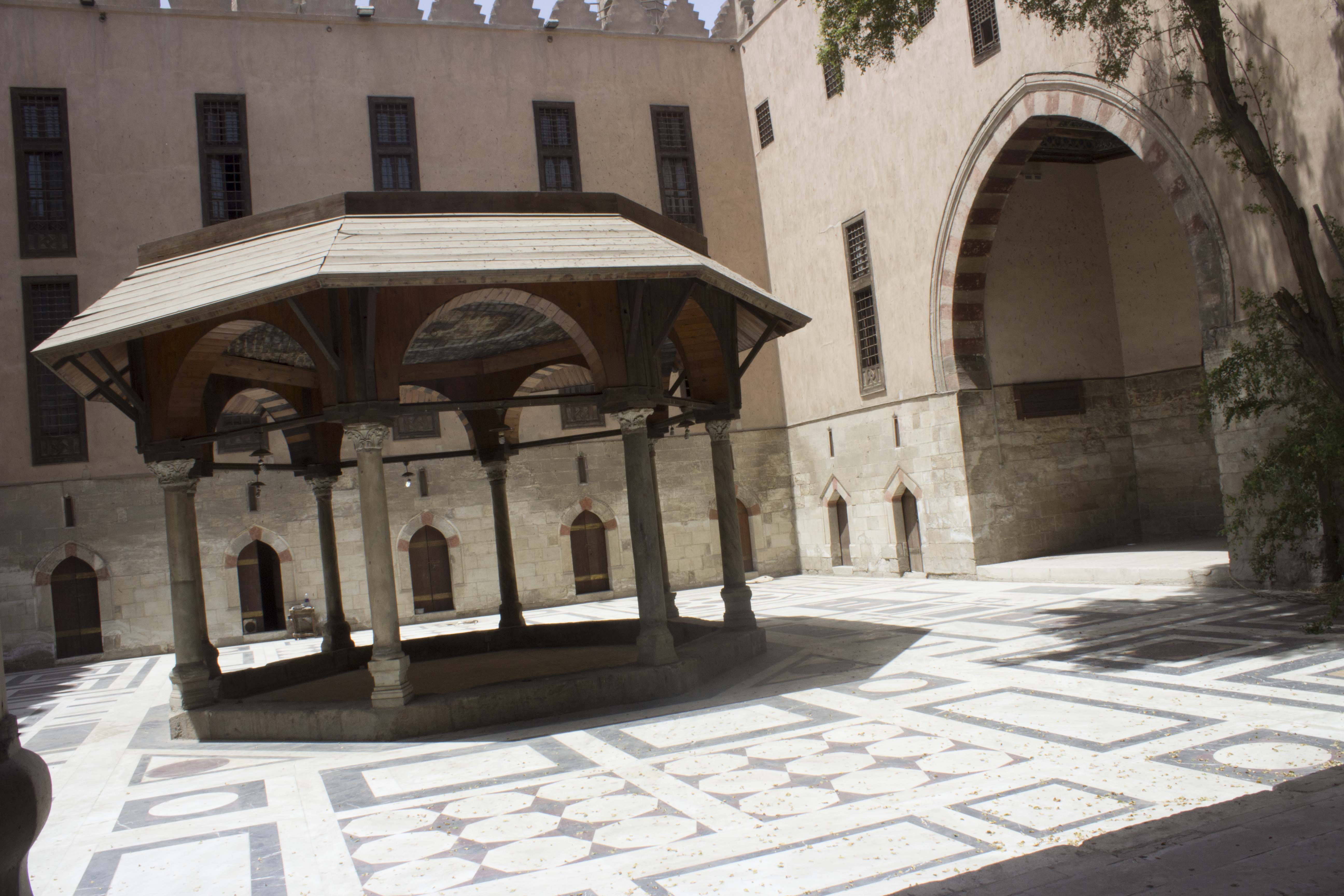
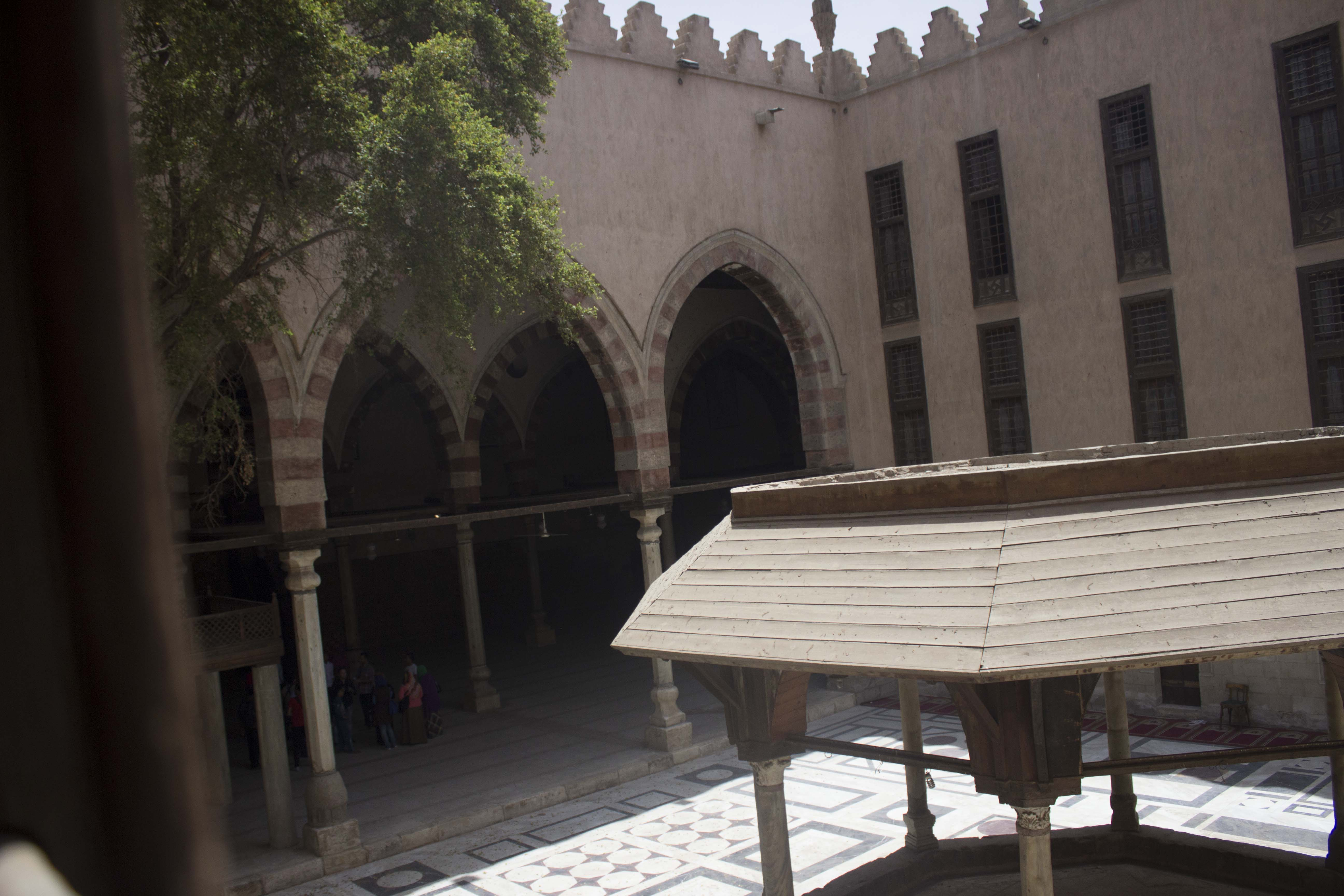
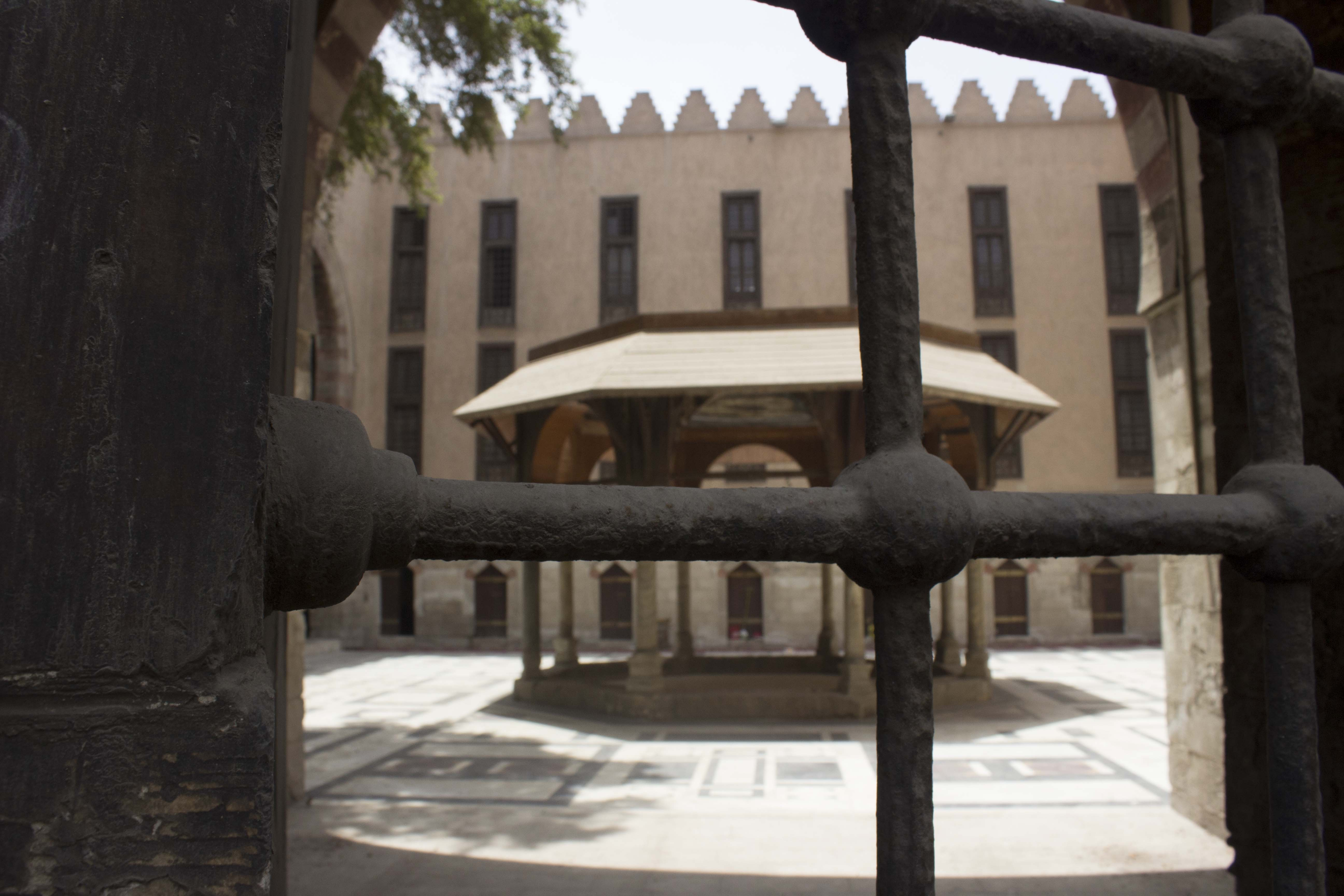
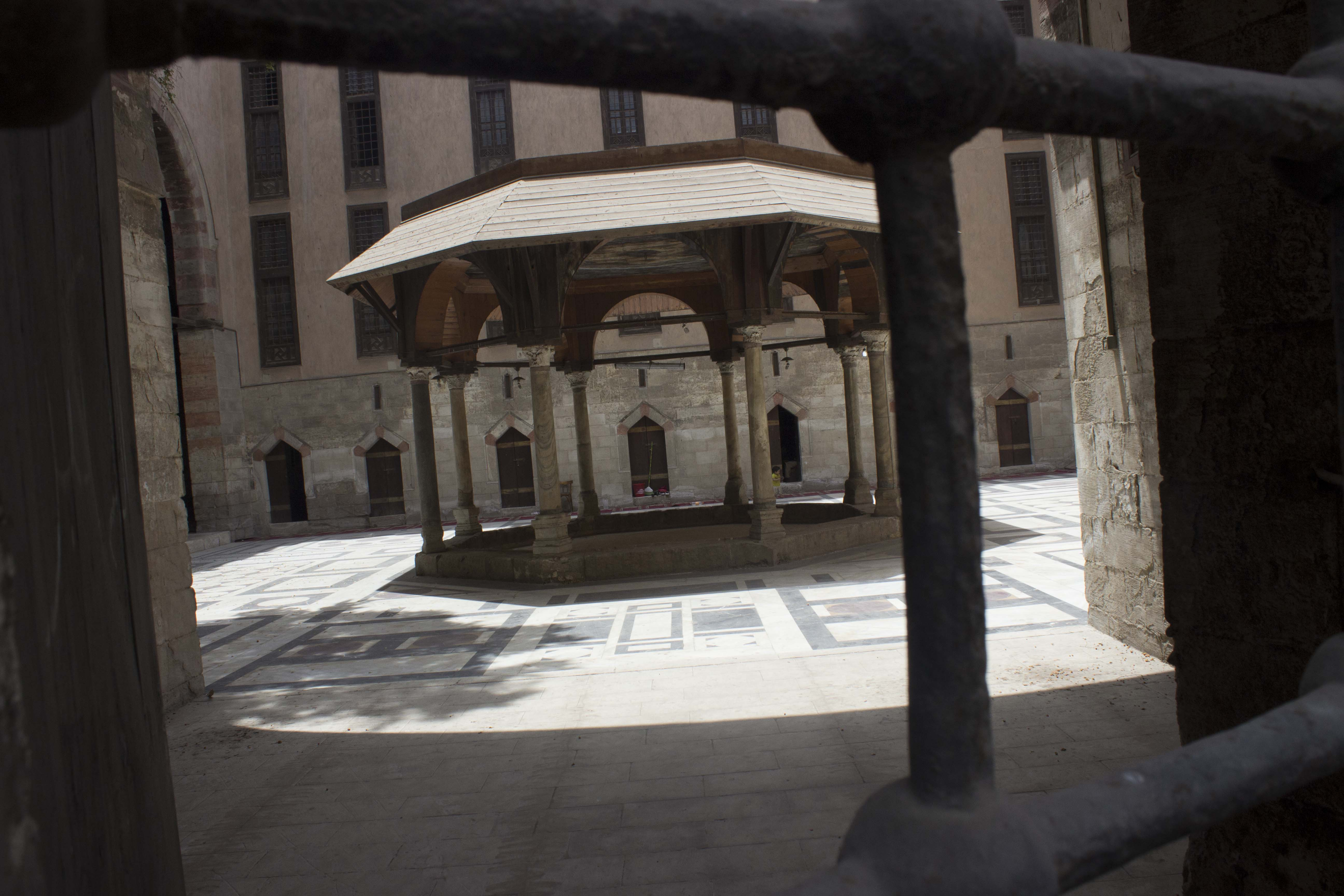
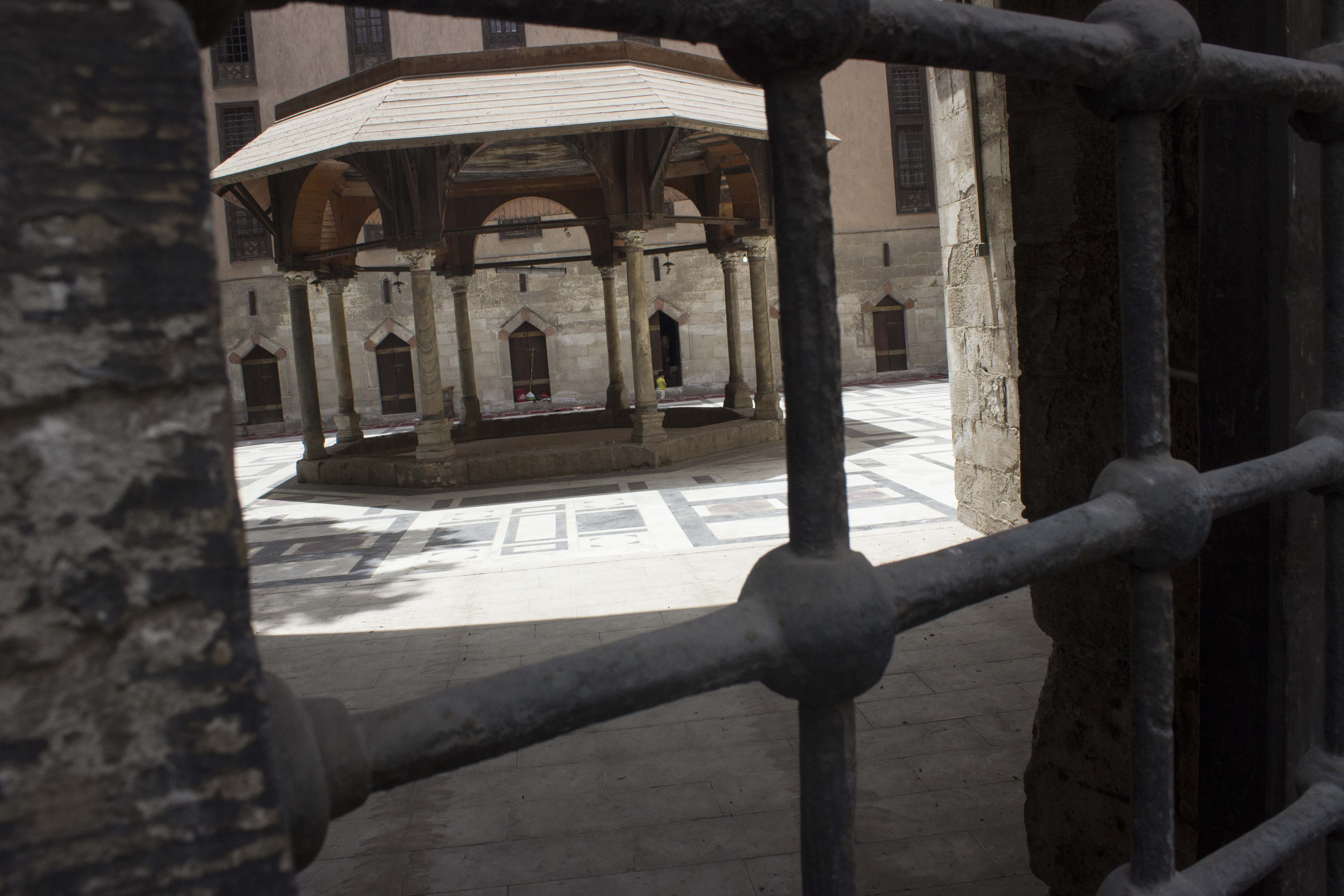